# Hallenkerk

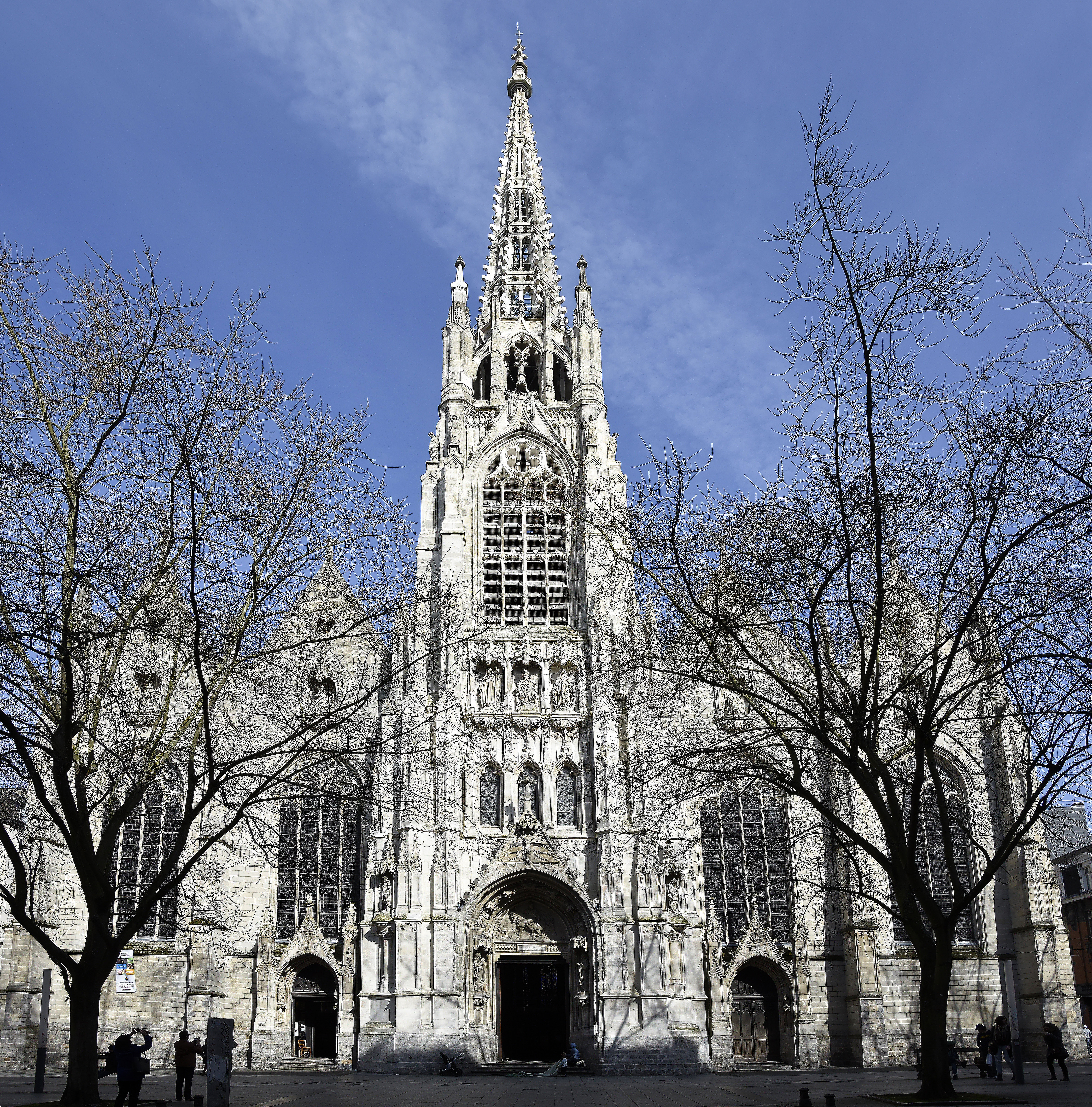
De Sint-Mauritiuskerk te Rijsel met vier zijbeuken

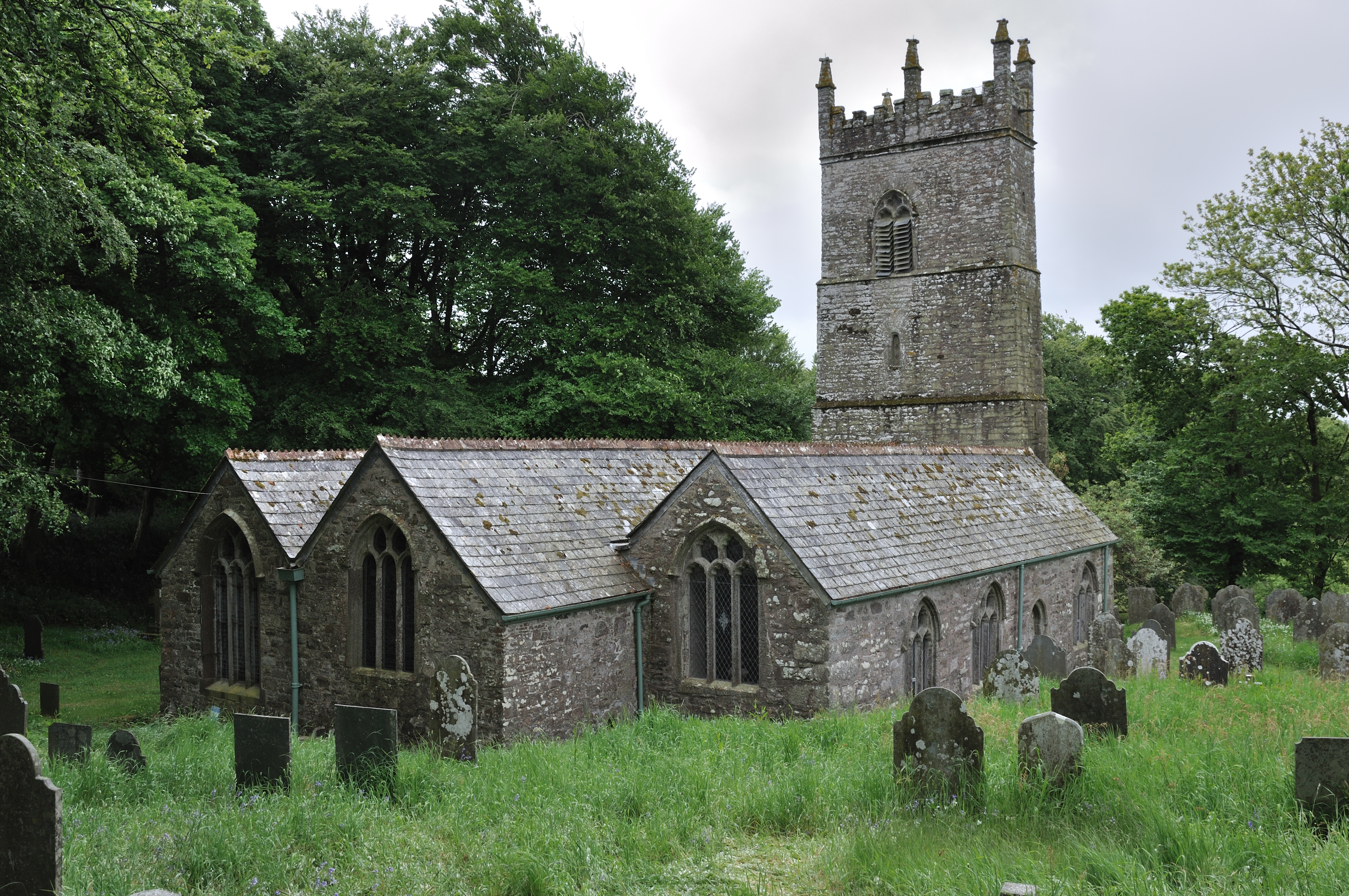
Dorpskerk van Michaelstow, Cornwall, Engeland. Het middenschip is vermoedelijk uit de 13e eeuw, de zijbeuken zijn uit de 15e eeuw

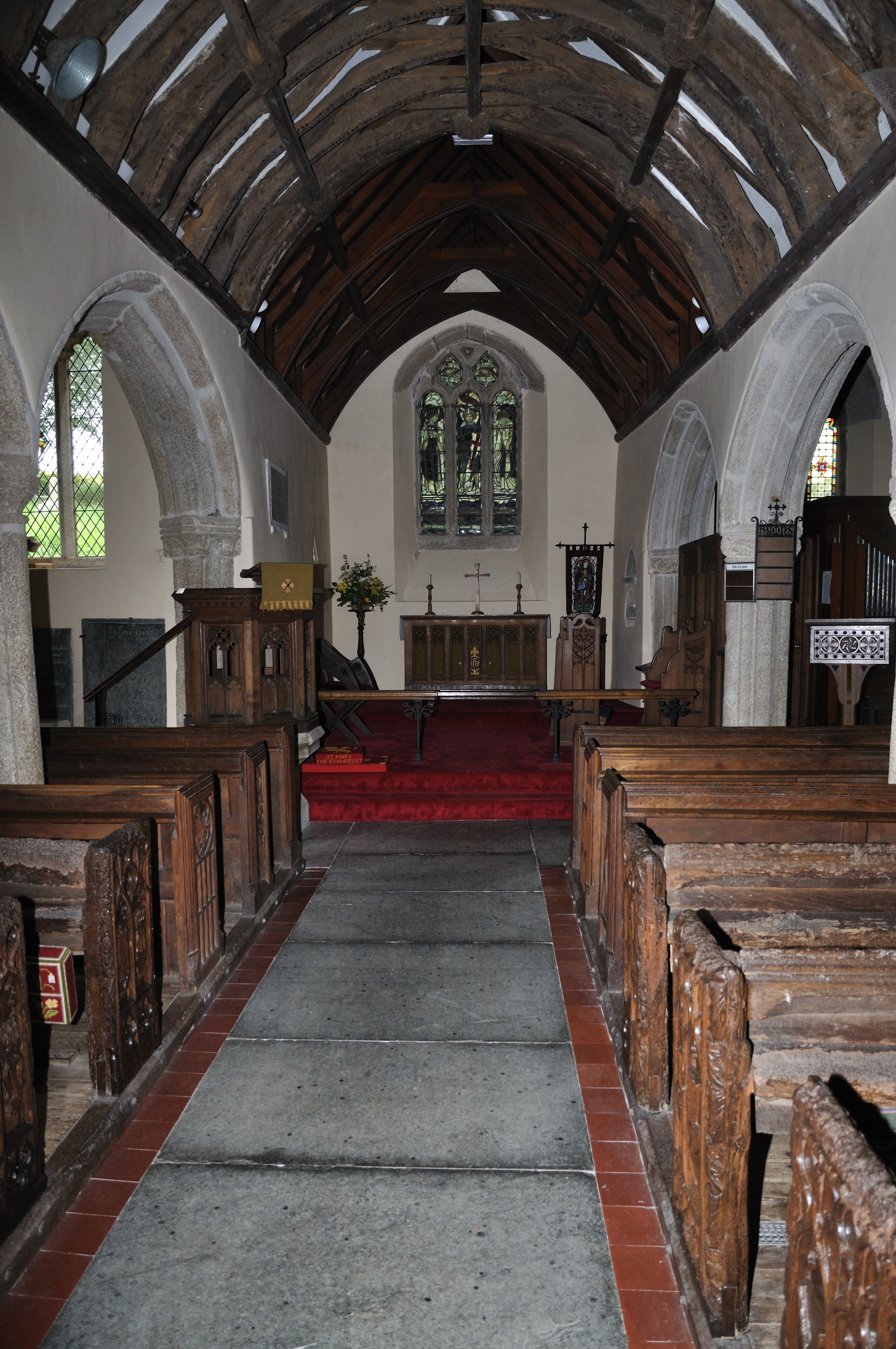
Interieur van de kerk van Michaelstow

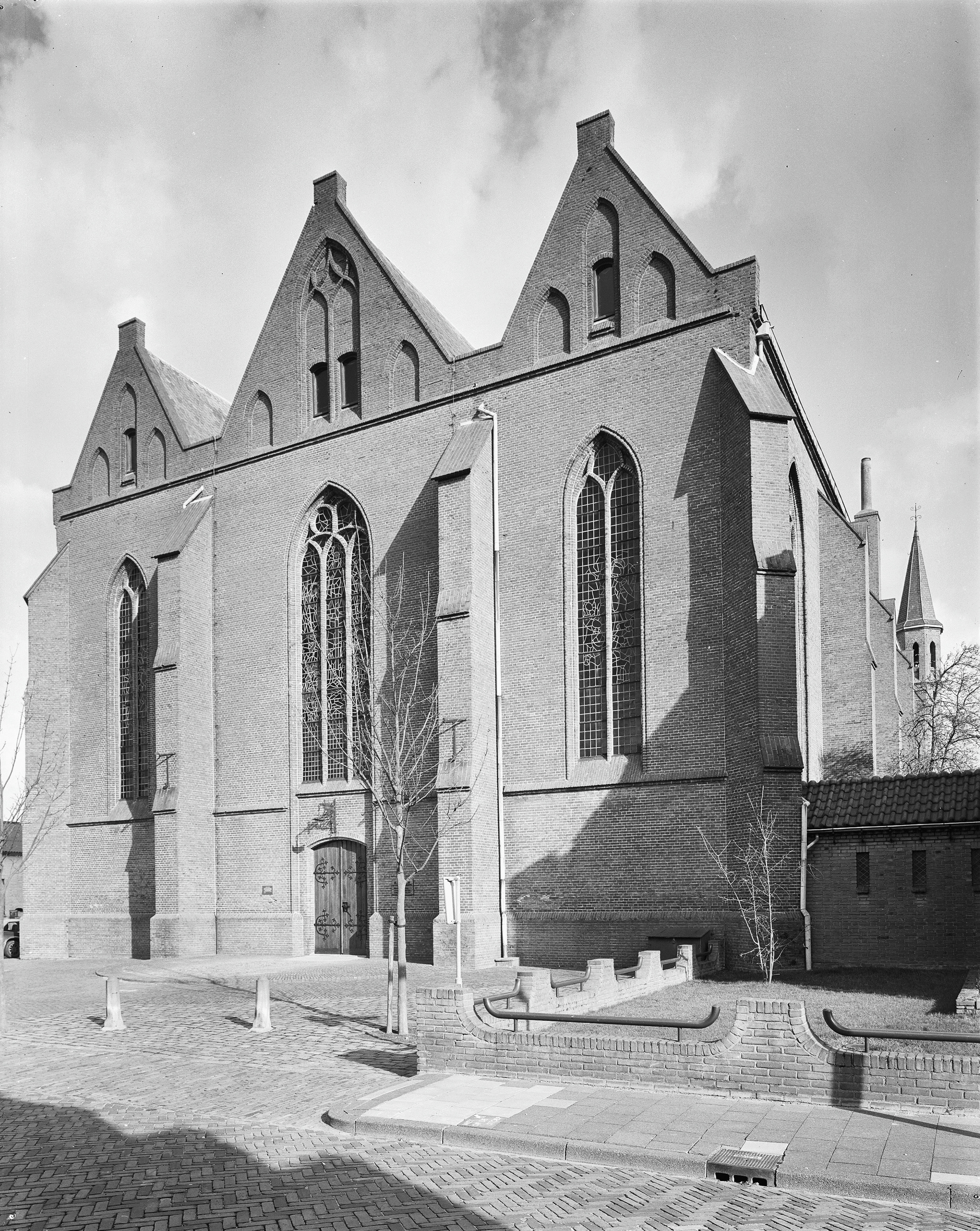
Vianen: Onze-Lieve-Vrouw-ten-Hemelopnemingkerk

Een hallenkerk is een kerk met meerdere beuken, waarvan de zijbeuken ongeveer even hoog en soms ook even breed zijn als de middenbeuk.
Deze vorm van kerkbouw werd ontwikkeld in de romaanse architectuur maar komt voornamelijk voor in de gotiek. Het is een logische verdere ontwikkeling van de pseudobasiliek. De beuken kunnen elk van een eigen kap zijn voorzien maar ook worden gedekt door een enkel zadeldak. Een voorbeeld van de laatste variant is de Duitse Stufenhalle, een in Westfalen veelvoorkomend type hallenkerk.

## Hallenkerken in Nederland
Voorbeelden in Nederland zijn onder andere de Martinikerk in Groningen, de Sint-Martinuskerk in Weert, de Sint-Joriskerk in Amersfoort en de Oude Kerk van Amsterdam. De grootste hallenkerk van Nederland is de Grote kerk in Edam. In de meeste gevallen ontstond een hallenkerk door het vergroten van een basiliek of pseudobasiliek, waarbij het voormalige transept vaak werd opgenomen in de nieuwe zijbeuken. Een voorbeeld is de vijftiende-eeuwse Sint-Christoffelkathedraal te Roermond. Met name in de provincie Overijssel werd een aantal kerken echter meteen als hallenkerk gebouwd, waaronder een aantal tweebeukige kloosterkerken in Zwolle, Deventer en Kampen. Vooral bedelorden als de dominicanen en franciscanen kregen een voorkeur voor de hallenkerk, omdat dit type kerk meer mensen kon bevatten voor hun prediking.
Een variant op de hallenkerk is het Haagse hallentype waarbij de traveeën van een zijbeuk voorzien zijn van een topgevel en een eigen kap dwars op de lengterichting van het schip.
De architect Alfred Tepe bouwde in de 19e eeuw een aantal hallenkerken in neogotische stijl, o.a. te Vianen en IJsselstein. Carl Weber bouwde een aantal kerken volgens het voorbeeld van de Stufenhalle, onder meer in Vijlen en Puiflijk.
Hetzelfde principe als van de hallenkerk is van toepassing op het hallenhuis, een boerderijtype dat gangbaar was in Midden-Nederland en Noord-Duitsland. Een vrijstaande gebintconstructie verdeelt het huis in een schip met twee zijbeuken. In Engeland en Frankrijk werd dit principe vanaf de twaalfde eeuw toegepast bij deftige ontvangstzalen, markthallen en kloosterschuren. Een Nederlands voorbeeld is de Ridderzaal, maar het woord keert ook terug in de term lakenhal. In tegenstelling tot de hallenhuisboerderij, die van een dragende zolderconstructie werd voorzien, stond bij hallenkerken, markthallen en schuren echter de centrale ruimte voorop.

## Lijsten

### België

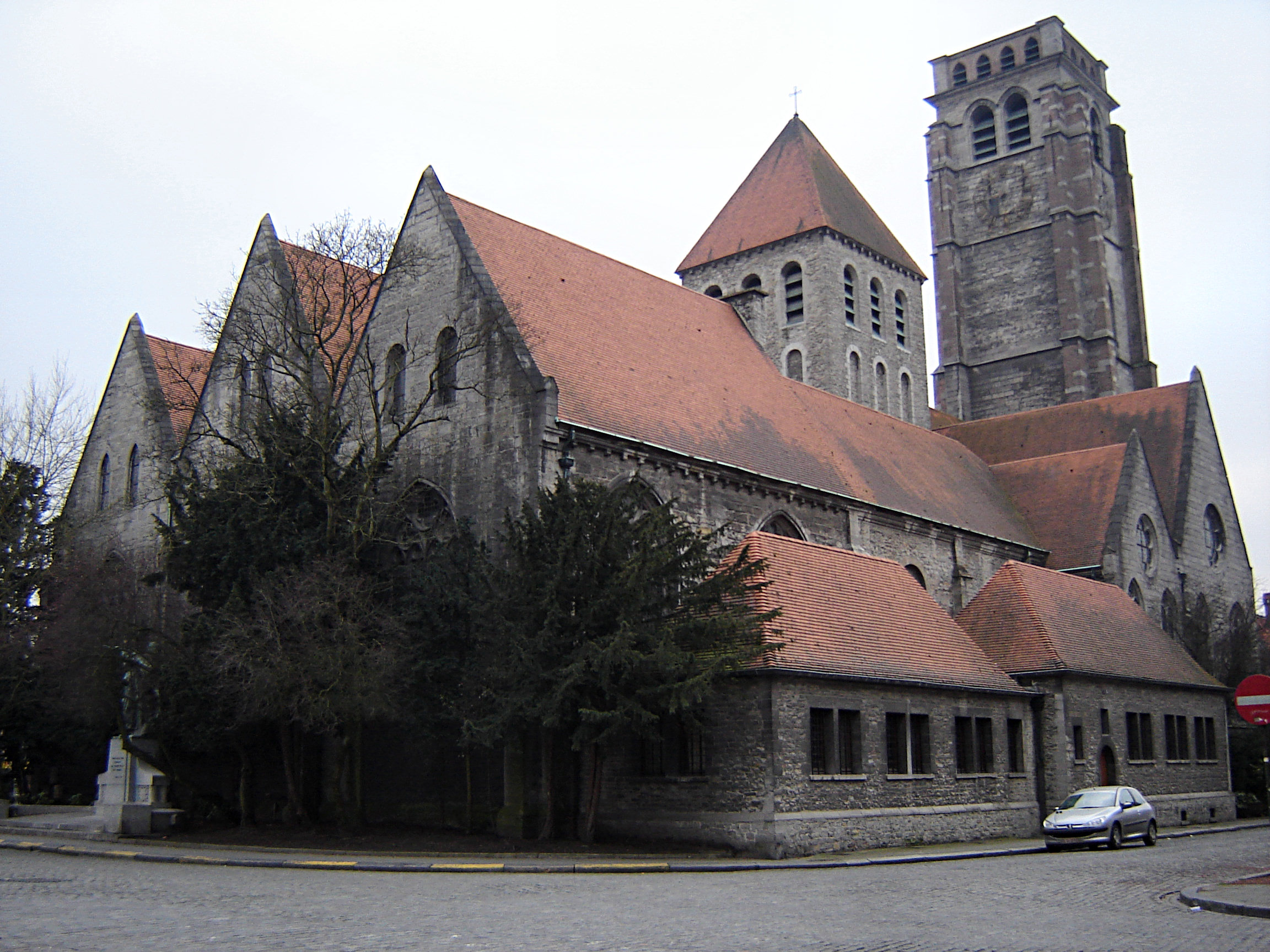
Sint-Brittakerk in Doornik

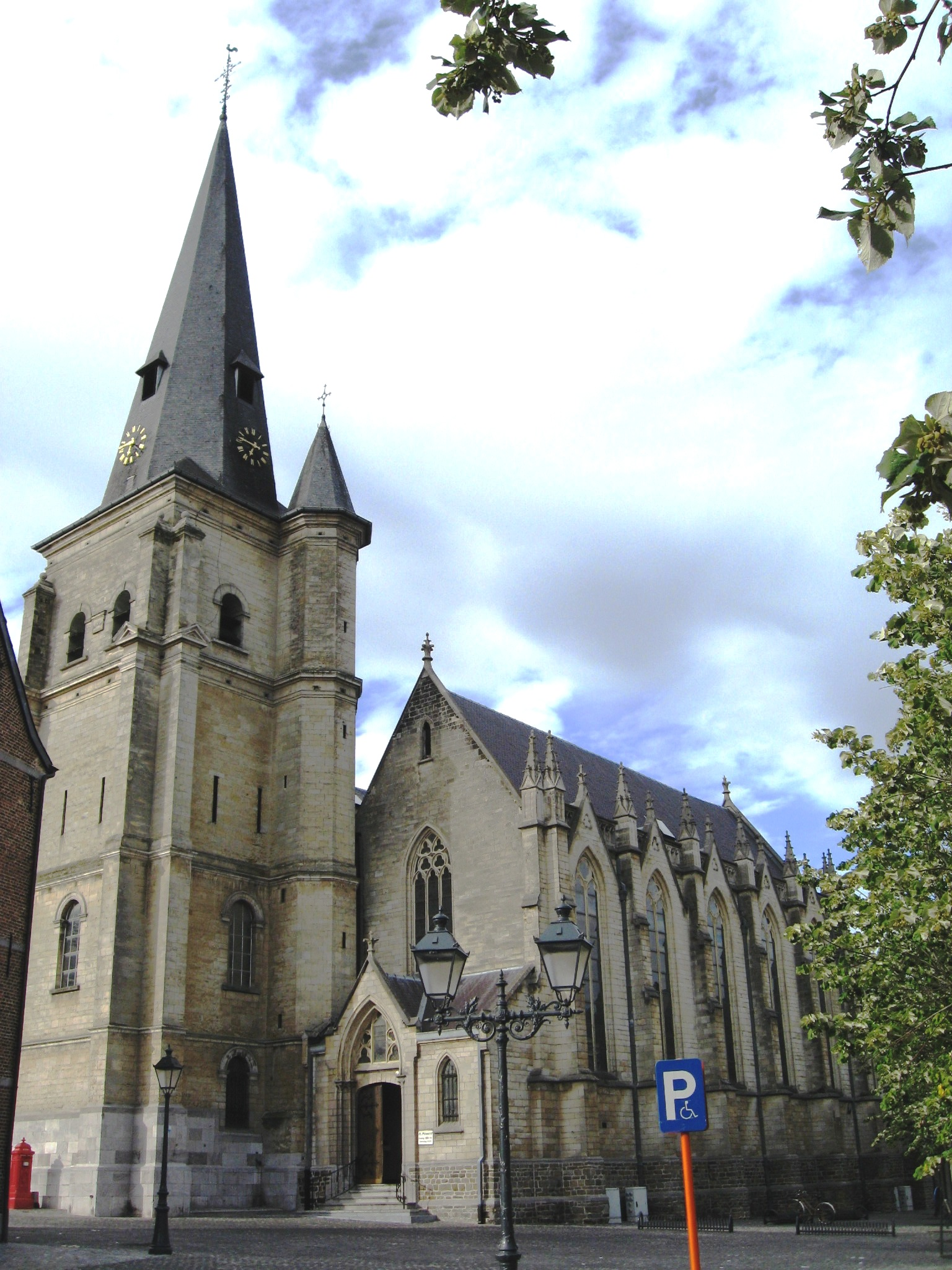
Sint-Mauritiuskerk in Bilzen

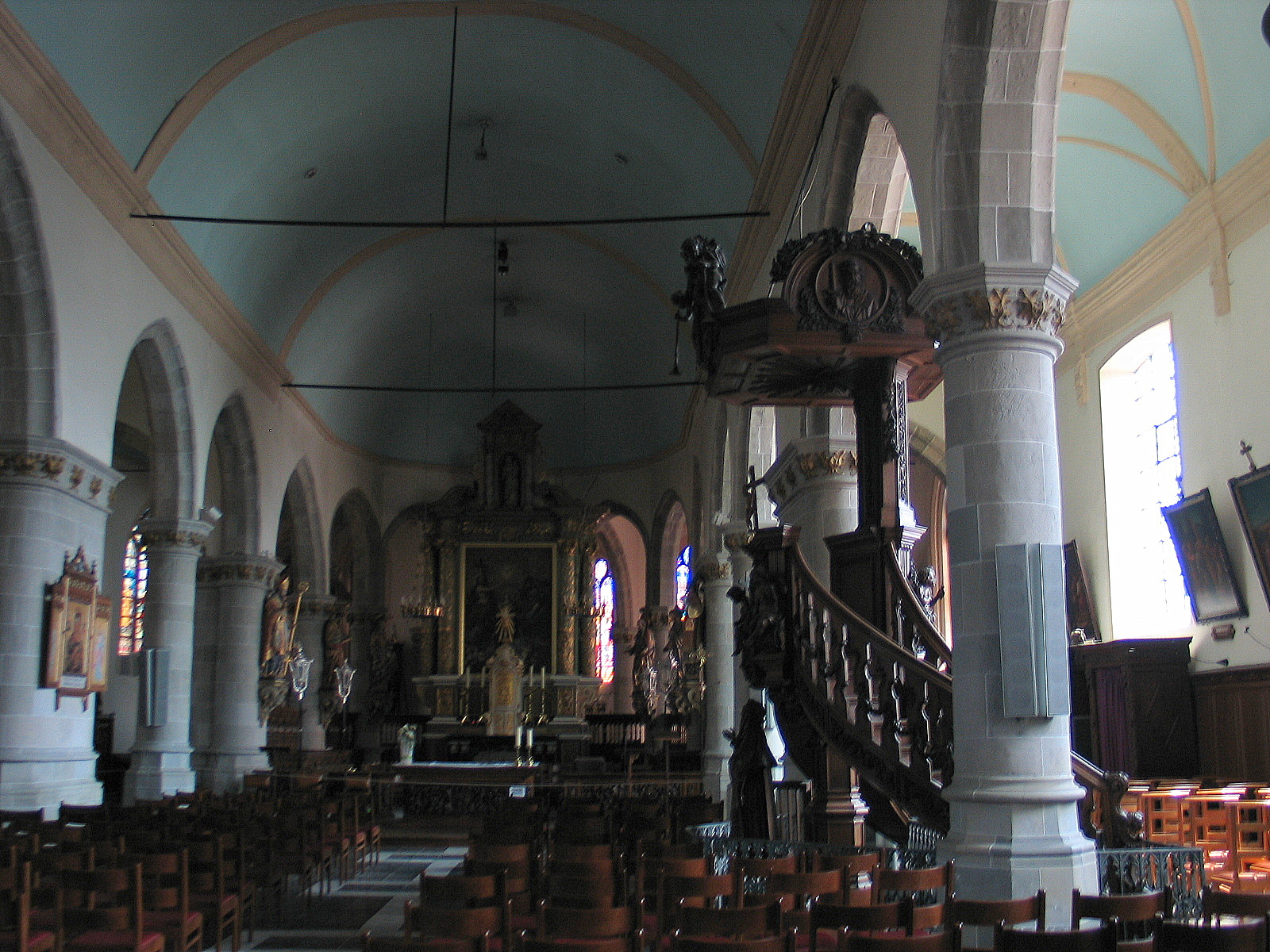
Sint-Laurentiuskerk in Sint-Laureins

- Sint-Petrus en Martinuskerk in Assenede
- Sint-Stefanskerk in Attert
- Saint-Pierre (Bastenaken) in Bastogne
- Sint-Mauritiuskerk in Bilzen
- Onze-Lieve-Vrouwekerk in Damme
- Sint-Corneliuskerk in Gistel
- Onze-Lieve-Vrouw-Tenhemelopnemingskerk in Gistel
- Sint-Jacob-de-Meerderekerk in Hooglede-Gits
- Sint-Jacobskerk in Ieper
- Sint-Pieterskerk in Izegem-Emelgem
- Onze-Lieve-Vrouw Geboortekerk in Evergem-Kluizen
- Sint-Maartenskerk in Kortrijk
- Sint-Machariuskerk in Laarne
- Sint-Laurentiuskerk in Sint-Laureins
- Heilig Kruiskerk (Heilig Kruis) in Luik
- Abdijkerk Sint-Pieter in Lo-Reninge
- Sint-Martinuskerk in Sint-Martens-Latem
- Sint-Brixiuskerk in Ooigem
- Sint-Barbarakerk in Maldegem
- Sint-Martinuskerk in Meeuwen
- Sint-Walburgakerk in Oudenaarde
- Sint-Martinuskerk in Pecq
- Sint-Bertinuskerk in Poperinge
- Onze-Lieve-Vrouwkerk in Poperinge
- Sint-Michielskerk in Roeselare
- Sint-Nicolaaskerk in Le Rœulx
- Sint-Laurentiuskerk in Steenkerke
- Sint-Brittakerk in Doornik, 12e eeuw
- Sint-Niklaaskerk in Veurne
- Sint-Catharinakerk in Wachtebeke
- Sint-Michielskerk in Zuienkerke[1]

### Nederland
- Sint-Joriskerk in Amersfoort

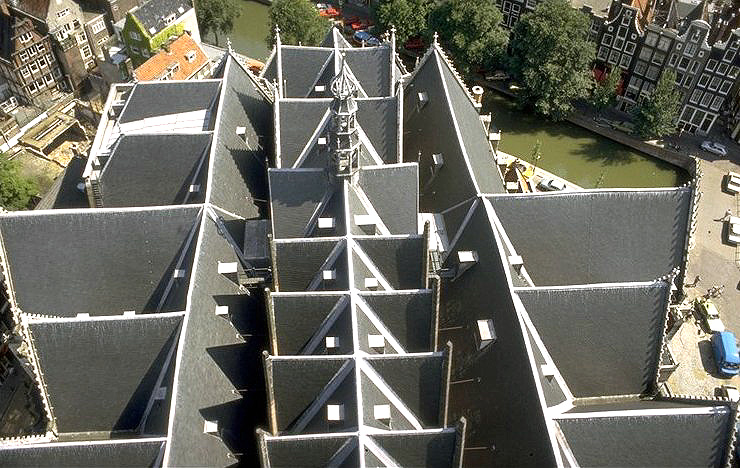
Oude Kerk in Amsterdam

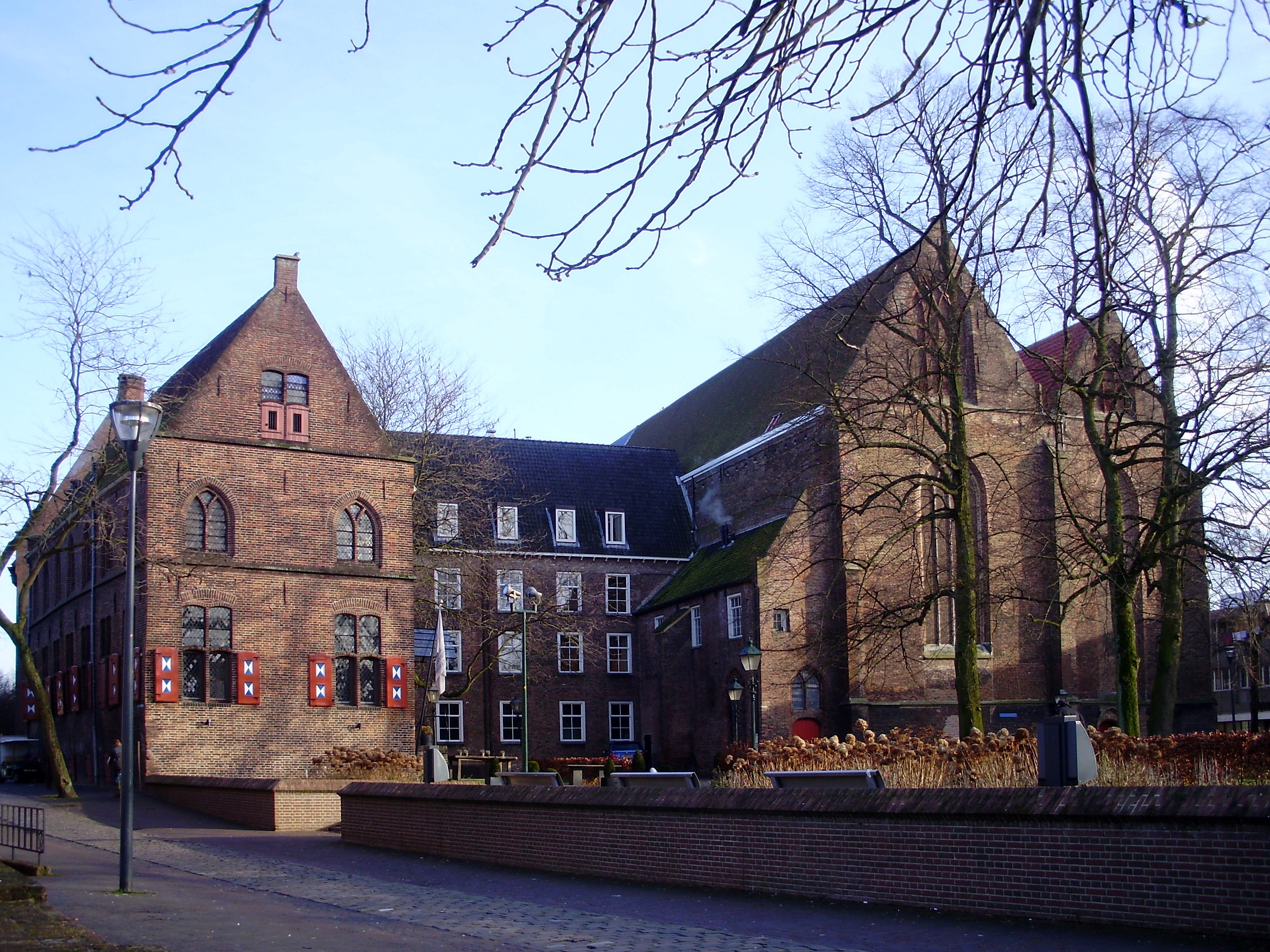
Broerenklooster en Broerenkerk, Zwolle

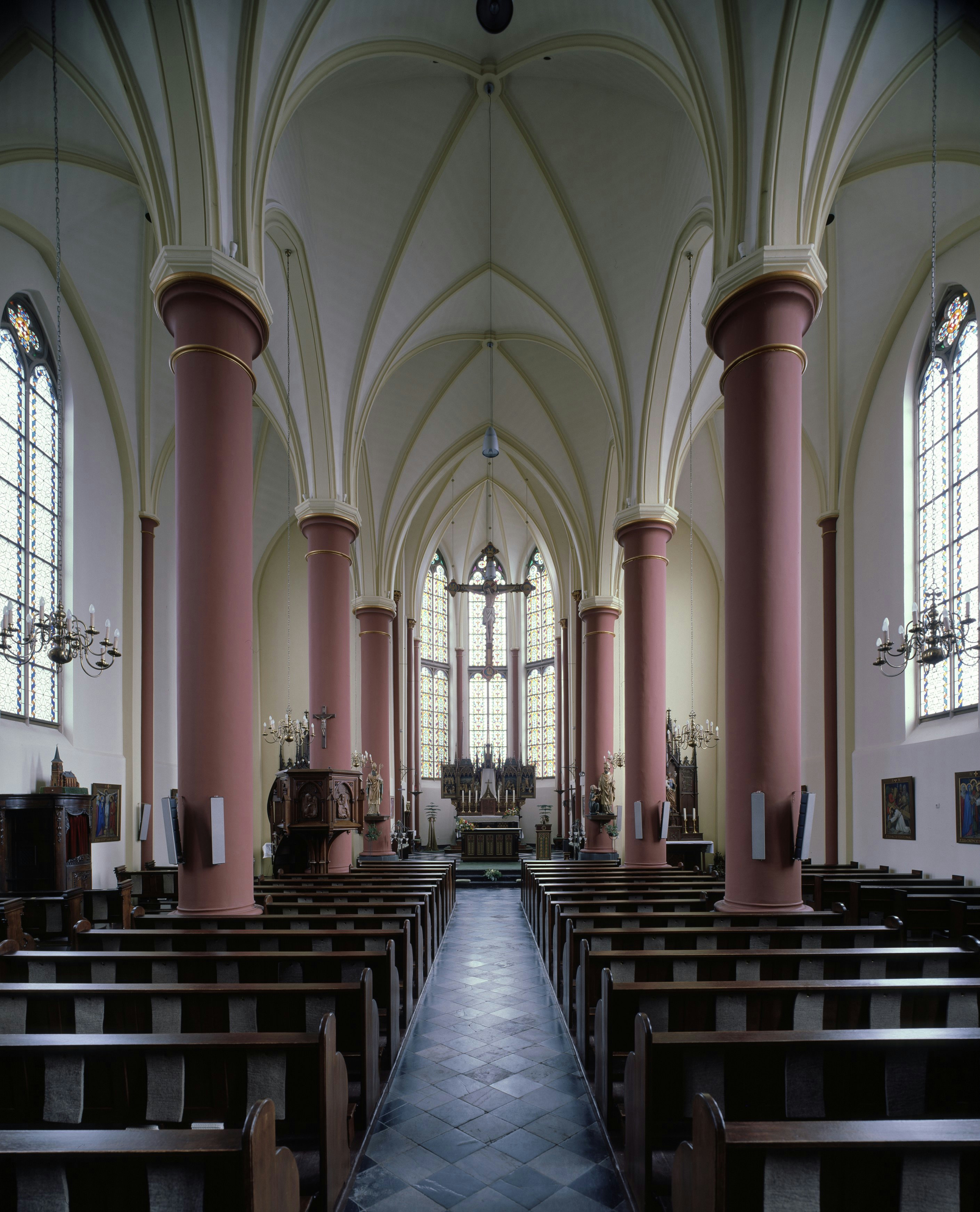
Sint-Martinuskerk in Vijlen, overzicht naar het koor

- Oude Kerk in Amsterdam, het Haagse hallentype
- Nicolaïkerk in Appingedam
- Oude Kerk in Barneveld
- Walfriduskerk in Bedum
- Hervormde kerk in Broek in Waterland
- Grote of Lebuinuskerk in Deventer
- Broederenkerk in Deventer, twee beuken
- Sint-Catharinakerk in Doetinchem
- Grote of Sint-Nicolaaskerk in Edam
- Sint-Gommarus- of Westerkerk in Enkhuizen
- Zuiderkerk in Enkhuizen
- Geertruidskerk in Geertruidenberg
- Martinikerk in Groningen
- Grote of Sint-Jacobskerk in Den Haag, het Haagse hallentype
- Grote of Sint-Stephanuskerk in Hasselt (Overijssel)
- Noorderkerk in Hoorn
- Broederkerk in Kampen, twee beuken
- Buiten- of Onze Lieve Vrouwe kerk in Kampen
- Petrus en Pauluskerk in Loppersum, getrapte hal
- Grote of Sint-Nicolaaskerk in Monnickendam, drie beuken
- Antonius Abtkerk in Nijmegen, herinterpretatie van het Haagse hallentype
- Grote of Sint-Michaëlskerk in Oudewater
- Johannes de Doperkerk in Puiflijk
- Sint-Christoffelkathedraal in Roermond
- Grote of Sint-Janskerk in Schiedam
- Sint-Dionysiuskerk (Heikese kerk) in Tilburg
- Buurkerk in Utrecht
- Jacobikerk in Utrecht
- Grote of Sint-Martinuskerk in Venlo
- Onze-Lieve-Vrouw-ten-Hemelopnemingkerk in Vianen
- Sint-Martinuskerk in Vijlen
- Grote of Sint-Jacobskerk in Vlissingen
- Sint-Martinuskerk in Weert
- Nieuwstadskerk in Zutphen
- Sint-Michaëlskerk in Zwolle
- Broerenkerk in Zwolle, twee beuken[2]
- Sint-Nicolaaskerk in Meijel (Limburg)
- Oostzijderkerk in Zaandam
- Grote of Bartholomeuskerk in Schoonhoven